# Ruskvattnet
Ruskvattnet är en sjö i Sollefteå kommun i Ångermanland och ingår i Ångermanälvens huvudavrinningsområde. Sjön har en area på 0,373 kvadratkilometer och ligger 302,2 meter över havet. Sjön avvattnas av vattendraget Röån.

## Delavrinningsområde
Ruskvattnet ingår i det delavrinningsområde (709647-154531) som SMHI kallar för Utloppet av Ruskvattnet. Medelhöjden är 373 meter över havet och ytan är 13,01 kvadratkilometer. Det finns ett avrinningsområde uppströms, och räknas det in blir den ackumulerade arean 48,14 kvadratkilometer. Röån som avvattnar avrinningsområdet har biflödesordning 2, vilket innebär att vattnet flödar genom totalt 2 vattendrag innan det når havet efter 161 kilometer. Avrinningsområdet består mestadels av skog (86 procent). Avrinningsområdet har 0,63 kvadratkilometer vattenytor vilket ger det en sjöprocent på 4,8 procent.